# 高昋
高 昋（こう けい、生没年不詳）は、北魏の人物。字は明珍。本貫は渤海郡蓨県。

## 経歴
高䐗児の子として生まれた。侍御史を初任とした。奉朝請・員外散騎侍郎の位を受けた。延昌年間、叔父の高徽とともに西域への使節として赴いた。帰国途中に河州で反乱軍の包囲攻撃を受け、城が陥落すると殺害された。太昌元年（532年）、使持節・都督冀滄二州諸軍事・征東将軍・冀州刺史の位を追贈された。永熙年間、さらに侍中・都督青徐光三州諸軍事・驃騎大将軍・儀同三司・青州刺史の位を贈られた。諡は文景といった。

## 子女
- 高永楽[1]
- 高長弼[3]

## 伝記資料
- 『魏書』巻32 列伝第20